# Route nationale 16
La Route Nationale 16 (RN 16) era una antigua carretera nacional francesa que unía las ciudades de Paris (Pierrefitte-sur-Seine) y Dunkerque.

Creado en 1824, desapareció en 2006 al ser renombrada como RD 316 (Val-d'Oise), RD 916, RD 1001 y RD 1016 (Oise), RD 1001, RN 25 y RD 916 (Somme), RD 916 y RD 941 (Pas-de-Calais) y RD 916 (Nord).

## Recorrido

### Pierrefitte-sur-Seine - Amiens
- Pierrefitte-sur-Seine  D 316  (km 0)
- Sarcelles (km 1)
- Villiers-le-Bel (km 4)
- Écouen (km 6)
- Le Mesnil-Aubry (km 10)
- Épinay-Champlâtreux (km 13)
- Luzarches (km 17)
- Chaumontel  D 316 (km 18)
- Lamorlaye  D 1016  (km 22)
- Chantilly  D 1016  (km 27)
- Creil  D 916A (km 35)
- Nogent-sur-Oise (km 38)
- Laigneville (km 42)
- Cauffry (km 43)
- Rantigny (km 44)
- Breuil-le-Vert  D 916A  (km 49)
- Clermont-en-Beauvaisis  D 916 (km 52)
- Fitz-James (km 53)
- Argenlieu, (Avrechy) (km 60)
- Saint-Just-en-Chaussée (km 67)
- Wavignies (km 74)
- La Folie de Beauvoir  D 916  (km 81)
- Breteuil-sur-Noye  D 1001  (km 85)
- Esquennoy (km 88)
- La Folie de Bonneuil (km 91)
- Flers-sur-Noye (km 98)
- Essertaux (km 99)
- Saint-Sauflieu (km 104)
- Hébécourt (km 107)
- Dury (km 111)
- Amiens  D 1001  (km 117)

### Amiens - Dunkerque
- Amiens  N 25  (km 117)
- Poulainville (km 123)
- Villers-Bocage (km 129)
- Talmas (km 133)
- La Vicogne (km 136)
- Beauval  N 25  (km 142)
- Doullens  D 916  (km 147)
- Bouquemaison (km 154)
- Frévent (km 163)
- Nuncq (km 166)
- Herlin-le-Sec  D 916  (km 172)
- Saint-Pol-sur-Ternoise  D 941  (km 175)
- Brias  D 916  (km 180)
- Valhuon (km 182)
- Pernes (km 189)
- Floringhem (km 190)
- La Guillotine (Cauchy-à-la-Tour) (km 192)
- Burbure (km 196)
- Lillers (km 202)
- Busnes (km 205)
- Saint-Venant (km 272)
- Haverskerque (km 213)
- Morbecque (km 219)
- Hazebrouck (km 221)
- La Bréarde (Hondeghem) (km 225)
- L'Hazewinde (Saint-Sylvestre-Cappel) (km 231)
- Cassel (km 237)
- Le Peckel (Hardifort) (km 239)
- Wormhout (km 246)
- Byssaert (Quaëdypre) (km 252)
- Faubourg de Cassel (Quaëdypre y Socx) (km 255)
- Bergues (km 256)
- Cappelle-la-Grande (km 261)
- Coudekerque-Branche (km 263)
- Dunkerque  D 916  (km 265)